# Темирова, Асипа
Асипа́ Теми́рова (кирг. Асипа Темирова; 1909 год, село Кум-Дебе — май 1981 года, село Кара-Тоо, Кочкорский район, Нарынская область) — старший чабан совхоза «Кочкорка» Кочкорского района Тянь-Шаньской области, Киргизская ССР. Герой Социалистического Труда (1957). Депутат Верховного Совета Киргизской ССР. Заслуженный животновод Киргизской ССР (1947).

## Биография
Родилась в 1909 году в крестьянской семье в селе Кум-Дебе (ныне — Кочкорский район Нарынской области).
С 1928 по 1938 года трудилась разнорабочей в различных колхозах Кочкорского района. С 1938 по 1942 года была заместителем заведующего овцеводческой фермой совхоза «Кочкорка» Кочкорского района и с 1942 по 1951 года трудилась овцеводом на этой же ферме. С 1951 по 1970 года работала чабаном, старшим чабаном в совхозе «Кочкорка» Кочкорского района. Член КПСС с 1939 года.
В 1956 году бригада Асипы Темировой вырастила в среднем по 160 ягнят от каждой сотни овцематок и настригла в среднем по 4 килограмма шерсти от каждой овцы. Указом Президиума Верховного Совета СССР от 12 февраля 1957 года за выдающиеся успехи, достигнутые в деле увеличения производства сахарной свеклы, хлопка и продуктов животноводства, широкое применение достижений науки и передового опыта в возделывании хлопчатника, сахарной свеклы и получение высоких и устойчивых урожаев этих культур удостоена звания Героя Социалистического Труда с вручением ордена Ленина и золотой медали «Серп и Молот».
Избиралась депутатом Верховного Совета Киргизской ССР (1959—1963).
После выхода на пенсию в 1970 году проживала в селе в Кара-Тоо Кочкорского района, где скончалась в 1981 году.